# Хоангльен
Хоангльен — национальный парк на севере Вьетнама.

## Физико-географическая характеристика
Национальный парк находится близ города Шапа, на территории округов Шапа и Ванбан провинции Лаокай и небольшой частью заходит в округ Тхануйен провинции Лайтяу, образуя границу между провинциями. Он расположен в северо-западной части горного хребта Хоангльеншон, высота которого достигает 3143 м (пик Фаншипан), что является самой высокой точкой Индокитая.

## Флора и фауна
На территории парка произрастает около 2000 видов растений, 66 из которых занесены в Красную книгу Вьетнама. В общей сложности на территории парка произрастает 25 % всех эндемиков Вьетнама. Количество экземпляров некоторых видов растений на территории парка измеряется единицами: Calocedrus Rupetric — 10 деревьев высотой 20 м и диаметром 20-30 см ранее произрастали на площади 30 гектаров, сосна смолистая (Pinus resinosa) — 3 дерева на высоте более 2000 метров, ели высотой 18-20 м и диаметром 50-80 см занимают 400—500 гектаров на высоте более 2700. Другие редкие виды на территории парка Калоцедрус крупночешуйчатый (Calocedrus macrolepis), Tsuga dumosa, Podocarpus pilgeri, Taxus chinensis, Cephalotaxus hainanensis, Amentotaxus argotaenia. Кроме того, на территории парка было обнаружено несколько видов древних грибов, которые встречаются только высоко в горах Вьетнама и Китая. Среди них Ganoderma fungus, вес которого может превышать 6 кг.
Животный мир парка представлен 66 видами млекопитающих (16 видов в Красной книге Вьетнама), 347 видами птиц, 41 видами амфибий, 61 вид рептилий. В частности, чёрный хохлатый гиббон (Nomascus concolor), гривистый тонкотел (Trachypithecus cristatus), большой индийский калао и Oreolalax sterlingae.

## Взаимодействие с человеком
В 1986 году был образован заповедник Шапа—Хоангльен, с 1996 года рассматривался вопрос о национальном парке, статус национального парка получен в 2002 году. Общая площадь парка составляет 298,45 км², ещё 387,24 км² отведено буферной зоне, которая включает город Шапа, расположенный в 20 км. Территория национального парка разделена на две части: зону строгой охраны площадью 118,75 км², зону реабилитации площадью 179 км². Всемирный фонд охраны природы рекомендует увеличить буферную зону парка до 879,54 км².
Город Шапа в окрестностях парка стал популярным местом экотуризма. В связи с развитием туризма в регионе количество лесов стремительно падает, в настоящее время только 30 % парка занимают леса.